# Athena Pronaia

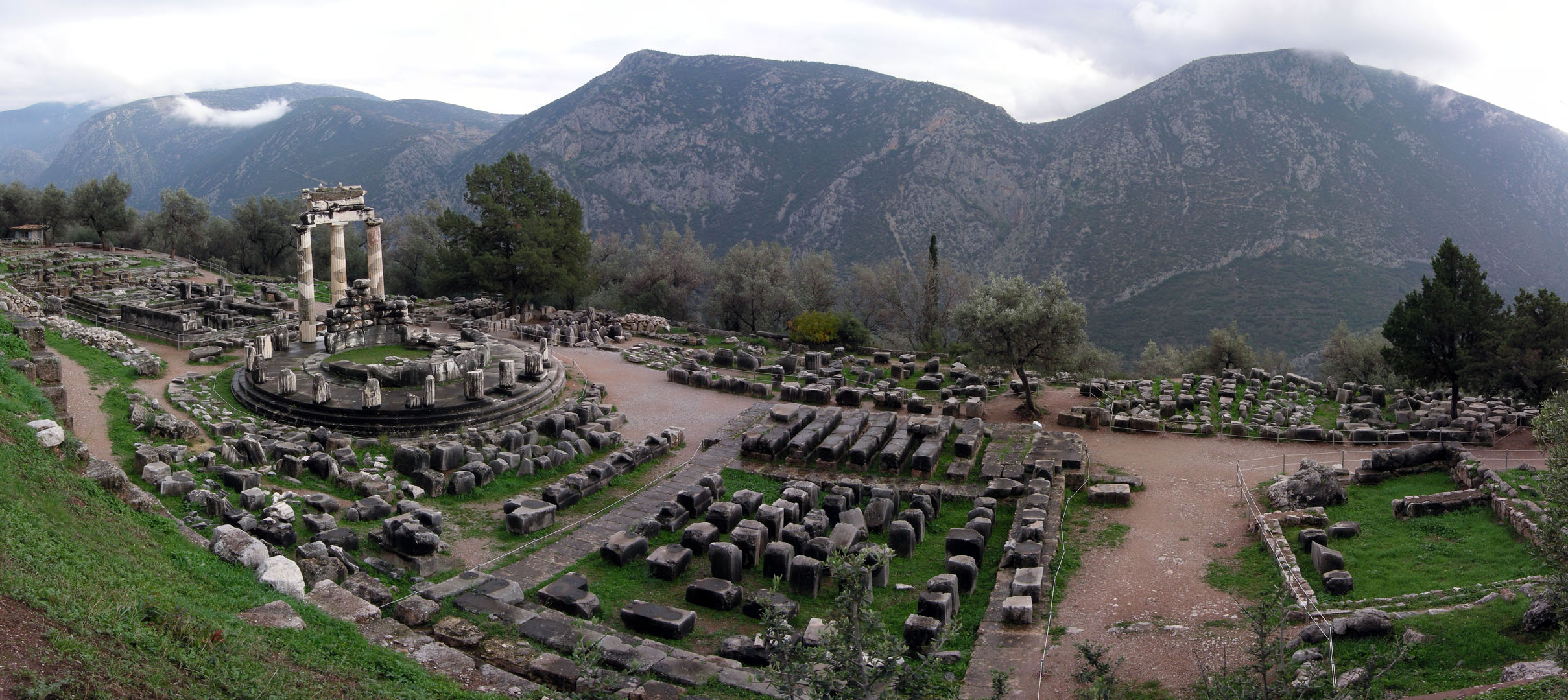
Athena Pronaia heiligdom in Delphi

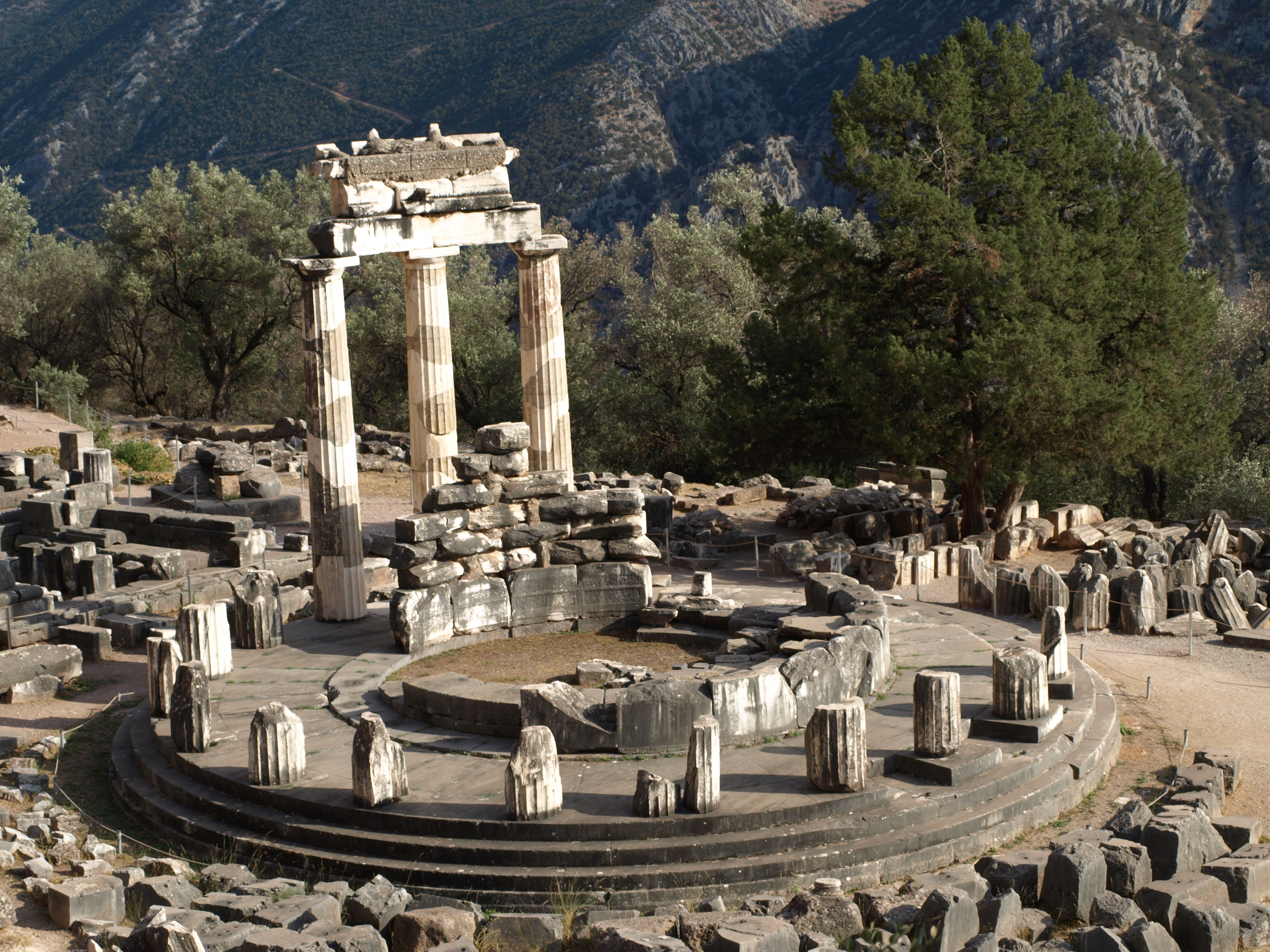
Tholostempel, heiligdom van Athena Pronaia in Delphi

Athena Pronaia was de naam die de Oude Grieken rond 400 v.Chr. bedachten voor de oude godin die in Delphi nu werd herdacht en vereerd als Athena. Pronaia betekent: voor de naos (= tempel). Met dit laatste werd de tempel van Apollon bedoeld, want eer men die bereikte, moest men eerst langs het heiligdom van Athena Pronaia, dat het zicht ervan in feite bedekte.
Maar ook in de tijd ging er een cultus van een godin aan die van Apollon vooraf. Uit opgravingen is gebleken dat de hele site, die vanaf het 5e tot het 3e millennium v.Chr. in gebruik was, voor zij door de Myceners werd overgenomen (1375 - 1100 v.Chr.) al een heilige plaats was. Zij was aanvankelijk gewijd aan een chtonische godheid, die door de Griekse overlevering algemeen de godin Gaia werd genoemd ("Moeder Aarde") en daarna meer specifiek Themis. Voordat de god Apollon rond 1000 v.Chr. ter plaatse werd ingevoerd (waarschijnlijk door Dorische Kretenzers, of anders door noordelijke stammen uit Thessalië), verstrekte men er reeds orakels. De Sibillijnse rots is hiervan archeologisch getuige.
Ook als men er de vroegste legenden en mythen op natrekt, was deze heilige plaats aanvankelijk gewijd aan Moeder Aarde (Gaia genoemd door de klassieke oude Grieken). Uit een veel latere mythe moet blijken dat op zeker moment de god Apollon van de Olympos van vader Zeus naar de Parnassusberg overvloog om daar een strijd te leveren met de heersende grote slang, de Python. De plaats heette ook aanvankelijk Pytho vanwege deze slang, die er het orakel bijstond. De Pythonslang vluchtte van de bergtop en zocht haar toevlucht in het heiligdom van Moeder Aarde in Delphi. Maar Apollon bleef de slang achtervolgen en eiste de site voor zichzelf op. Later kreeg hij enigszins spijt van zijn daad en ging zichzelf op Minoïsch Kreta reinigen, waarna hij naar Delphi terugkeerde en daar de god Pan (de geitengod van wilde oorden en van evocerende muziek) wist te overtuigen om aan hem de kunst der profetie te onthullen. Daarop stichtte Apollo zijn eigen orakeltempel, met de as pal noord-zuid, en op de plaats waar hij de slang met zijn speer had doorboord werd een omphalossteen in de grond geplaatst.
Uiteindelijk werd het gebied door Olympische goden overgenomen.
Altaren, opgericht voornamelijk in de 6e eeuw v.Chr., zijn gewijd aan Athena (het grootste), Zeus, en aan Eileithyia en Hygieia, zoals uit de inscripties is af te lezen.